# Faralimomab
Faralimomab là một kháng thể đơn dòng chuột và một bộ điều hòa miễn dịch.